# 阿尔沃洛杜伊
阿尔沃洛杜伊，是西班牙安达卢西亚自治区阿尔梅里亚省的一个市镇。 总面积70km2, 总人口768人（2001年），人口密度11人/km2。